# Ernest Rickert
Ernest Rickert, né le 4 juin 1932 et mort le 11 juillet 1993, est un homme politique français.

## Détail des fonctions et des mandats
Mandat parlementaire
- 9 février 1966 - 2 avril 1978 : Député de la 2e circonscription du Bas-Rhin

Mandat départemental
- 1967 - 1979 puis de 1985-1993 : Conseiller général du canton de Strasbourg-6

Mandat municipal
- Adjoint au maire de Strasbourg